# Vedea (Giurgiu, Rumunjska)
Vedea je općina u županiji Giurgiu u Rumunjskoj. Općinu čini istoimeno selo. Sve do 2003. u općinu je ubrajano i selo Malu, koje se te godine izdvojilo u zasebnu općinu.